# Heilige Dreifaltigkeit und St. Nikolaus (Bergenstetten)

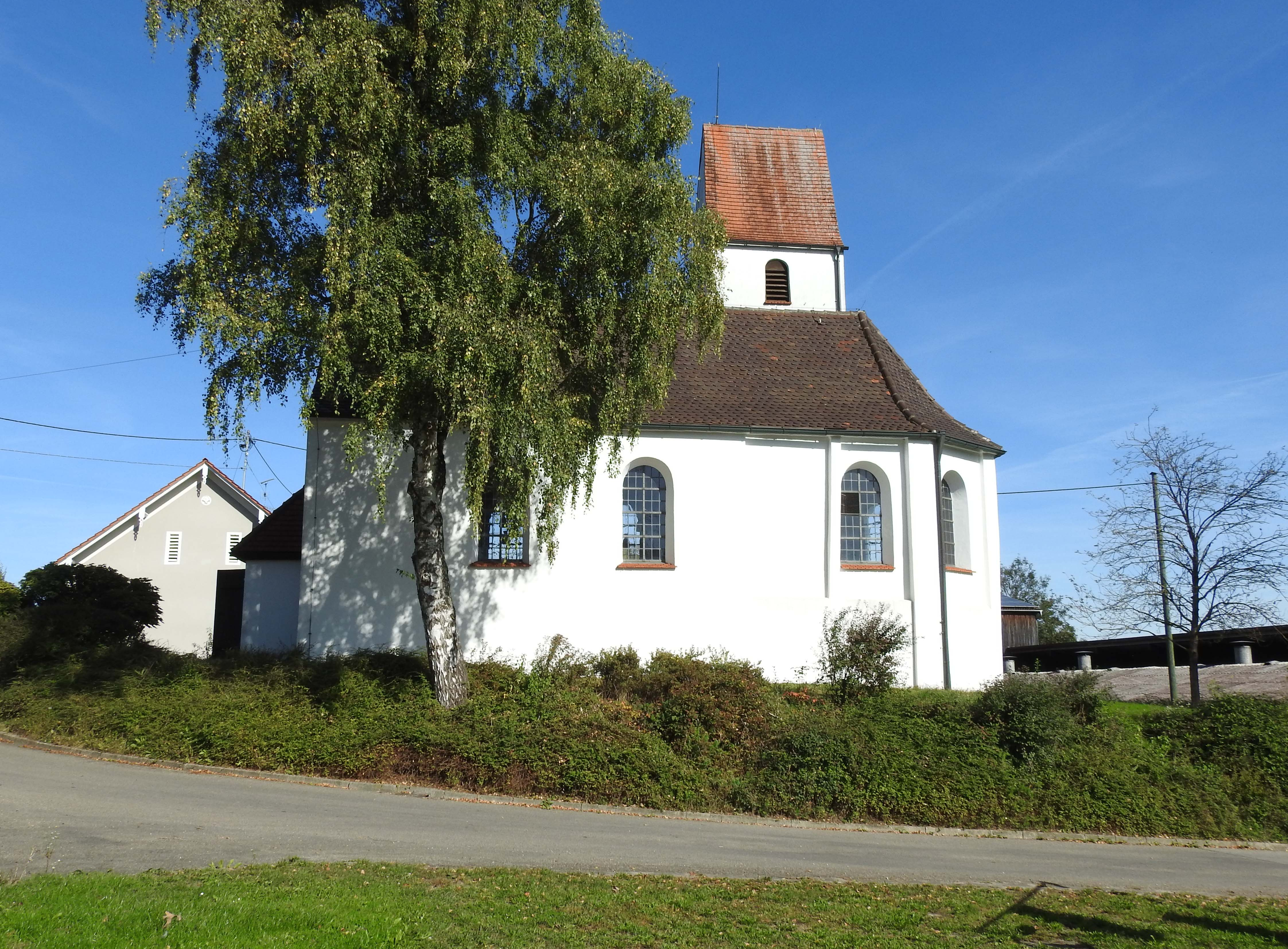
Heilige Dreifaltigkeit und St. Nikolaus in Bergenstetten

Die römisch-katholische Filialkirche  Heilige Dreifaltigkeit und St. Nikolaus steht in Bergenstetten, einem Gemeindeteil der Marktgemeinde Altenstadt im schwäbischen Landkreis Neu-Ulm von Bayern. Das Bauwerk ist  in der Liste der Baudenkmäler in Altenstadt (Iller) als Baudenkmal unter der Nr. D-7-75-111-16 eingetragen. Die Kirche gehört zum Bistum Augsburg.

## Beschreibung
Die Saalkirche wurde im späten 15. Jahrhundert erbaut und 1811 und 1856 erneuert. Sie besteht aus einem Langhaus, einem dreiseitig geschlossenen Chor im Osten und einem Chorflankenturm an der Nordwand des Chors, der mit einem Satteldach bedeckt ist. Sein oberstes Geschoss beherbergt den Glockenstuhl. In seinen Giebeln sind die Zifferblätter der Turmuhr angebracht. 
Der Innenraum ist mit einer Flachdecke überspannt. Zur Kirchenausstattung gehört ein Hochaltar, dessen Altarretabel mit der Darstellung von Gottvater und Jesus Christus dem Umkreis von Hans Multscher zugeschrieben wird. Im Altarauszug ist der heilige Nikolaus dargestellt.